# Ellen M. Immergut
Ellen M. Immergut (* 1957) ist eine deutsch-US-amerikanische Politikwissenschaftlerin. Sie hatte von 2002 bis 2023 die Professur für Vergleichende Analyse politischer Systeme der Humboldt-Universität zu Berlin inne.

## Leben
1979 beendete sie ihr Studium der Biochemie und Molekularbiologie an der Harvard University mit dem Bachelor-Abschluss. Darauf folgten 1983 ein Masterabschluss in Soziologie und 1987 die Promotion zum Doktor der Soziologie (PhD in Sociology) an der Fakultät für Soziologie der Harvard University. Von 1986 bis 1987 lehrte sie als Dozentin für Politikwissenschaft am Massachusetts Institute of Technology. Darauf folgten von 1987 bis 1991 eine Tätigkeit als Assistant Professor an der Fakultät für Politikwissenschaft des Massachusetts Institute of Technology. Von 1991 bis 1994 war sie dort Associate Professor und hatte Ford International Development Chair inne. Zwischen 1994 und 2002 war sie Inhaberin der Professur (C3) für Politische Theorie der Fakultät für Verwaltungswissenschaft an der Universität Konstanz. Von 2002 bis 2023 war sie Professorin (C4) für Vergleichende Analyse politischer Systeme an der Humboldt-Universität zu Berlin. Ab 2017 war sie von der Humboldt-Universität freigestellt und Professorin am Europäischen Hochschulinstitut in Florenz.

## Lehre
Während ihrer Zeit in Konstanz bot Immergut Veranstaltungen zu den Bereichen Politische Theorie, Staatstheorie, Neo-Institutionalismus, Vergleichende Politikwissenschaft und Theorien der Policy-Analyse an. An der Humboldt-Universität zu Berlin lehrt Immergut unter anderem Vergleichende Politikwissenschaft und Internationale Beziehungen.

## Schriften (Auswahl)
- 2007: The Oxford Handbook of West European Pension Politics. Hrsg. mit Karen Anderson und Isabelle Schulze. Oxford University Press, Oxford.
- 2006: Crisis of Governance: Institutions and the Politics of Change in Japan and Europe. Hrsg. mit Ikuo Kume. Special Issue of Governance, 19(1), S. 1–133.
- 1990: Political arenas: the effects of representation on health policy. MPIFG, Köln.